# Agnos
Agnos é uma comuna francesa na região administrativa da Nova Aquitânia, no departamento dos Pirenéus Atlânticos. Estende-se por uma área de 9,21 km². Em 2010 a comuna tinha 1 047 habitantes (densidade: 113,7 hab./km²).